# DJ Shinsuke
DJ Shinsuke（DJシンスケ）は、日本の音楽プロデューサー、DJ。JABBERLOOPの元メンバー。滋賀県蒲生郡竜王町出身。本名は山本 信輔。

## 略歴
元々はヒップホップのDJであったが、その後音楽家としても活動。1995年頃からDJとして活動を開始。
2004年、JABBERLOOPに加入。2005年、活動の拠点を東京へ移す。2007年、ロンドンのMukatsuku Records（Nik Weston主宰）より 12inch EP 『UGETSU』をリリース。その後コロムビアミュージックエンタテインメントより1stアルバム『and infinite jazz...』でメジャー・デビュー。以降JABBERLOOPにて通算6枚のアルバムに参加。2009年7月、JABBERLOOP脱退。その後ソロで活動。

## ディスコグラフィ

### JABBERLOOP
- and infnite jazz...(コロムビアミュージックエンタテインメント)
  - 「ADLIB AWARDS 2007」 国内クラブ・ダンス賞受賞
- INFINITE WORKS(コロムビアミュージックエンタテインメント)
- CHECK THIS OUT(コロムビアミュージックエンタテインメント)
- OOPARTS(MUSTACHE RECORDS)
- REVENGE OF THE SPACE MONSTER(アミューズソフトエンタテインメント)※US 盤
- Live at Motion Blue Yokohama(HEI GLOBAL ENTERTAINMENT)

## 参加作品
- 少女A / 板野友美(キングレコード)※編曲・プロデュース全般
- KAREN / 青木カレン(RamblingRecords)※JABBERLOOP 名義楽曲
- SHINING / 青木カレン(RamblingRecords)※JABBERLOOP 名義楽曲
- 友に /イクヤゴウ(FutureCreationRecords)※トータルプロデュース
- maMatokyo /Pablo(FutureCreationRecords)※Co プロデュース
- 大人の休日~Classic Covers / V.A.(Rambling Records)※制作全般、録音
- MusicTranquiraizer/ 尾野カオル(Vithmic)※トラック制作、録音、Remix
- ダブシングル / W-D4(MUSIC'S PAINT LLC)※トータルプロデュース
- ダブアルバム / W-D4(MUSIC'S PAINT LLC)※トータルプロデュース

## 関連リンク
- DJShinsuke Website
- iFLYER DJShinsuke
- MOUSTACHEオフィシャルサイト
- JABBERLOOPオフィシャルサイト
- コロムビアによるJABBERLOOPオフィシャルサイト
- Daruma LabelによるJABBERLOOPオフィシャルサイト